# Felice Maniero
Felice Maniero (Campolongo Maggiore, 2 settembre 1954) è un criminale italiano, che fu a capo della cosiddetta Mala del Brenta.
Soprannominato Faccia d'Angelo, ha commesso rapine, assalti a portavalori, colpi in banche e anche in uffici postali, ed è stato accusato di omicidi, traffico di armi, droga e associazione mafiosa.

## Biografia
È nato a Campolongo Maggiore in provincia di Venezia; all'età di tre anni, nel 1957, emigrò con la famiglia a Torino. Lì il padre ha lavorato come collaudatore alla Fiat, mentre la madre per arrotondare puliva le scale del condominio dove vivevano. Nel 1964 tornarono a Campolongo Maggiore, dove acquistarono una trattoria, che ben presto diventò punto di ritrovo della mala locale.

### Ascesa criminale
La sua carriera criminale cominciò dall'adolescenza quando aiutava lo zio paterno, Renato, nei furti di bestiame; successivamente si dedicò alle rapine, soprattutto nel campo dell'oreficeria. Essendo Maniero e i suoi complici nati a Campolongo Maggiore, un paese lungo il fiume Brenta, la stampa cominciò a parlare di Mala del Brenta. Formò un gruppo criminale, dedito alle rapine e crescendo entrò in contatto con le mafie meridionali, delle quali diventò interlocutore e rivale, garantendo armi e droga alla piccola criminalità di Venezia e di Mestre. Maniero trasformò la sua banda in una vera e propria organizzazione mafiosa arrivando addirittura ad imporre ai cambisti del casinò di Venezia una tangente di 1 500 000 lire al giorno.

### Arresti ed evasioni
Arrestato per la prima volta nel 1980, è successivamente evaso due volte: dapprima nel 1987 fuggì dal carcere di Fossombrone (PU), facendo poi rubare il 10 ottobre 1991 ai suoi uomini il mento di Sant'Antonio di Padova per ricattare lo Stato e chiedere la libertà del cugino, senza esito; nell'agosto 1993 è stato arrestato sul suo yacht al largo di Capri e venne quindi detenuto nel carcere di Vicenza, dove tentò l'evasione corrompendo, con la promessa di 80 milioni di lire italiane ciascuno, due guardie penitenziarie che però si pentirono ed avvertirono la direzione del carcere; si decise il trasferimento al carcere di Padova dove però, il 14 giugno 1994, fu protagonista di un'altra evasione assieme ad altri complici (anche in questo caso con la corruzione, questa volta riuscita, di una guardia penitenziaria). La lunga latitanza di Maniero è dovuta in gran parte a un sistema corruttivo che la banda esercitava a vari livelli nei confronti dello Stato.
Catturato a Torino nel novembre successivo, venne condannato a 33 anni di reclusione, poi ridotti a venti anni e quattro mesi (pena definitiva). È stato difeso in un primo momento dall'avvocato Enrico  Vandelli del Foro di Padova ed in seguito dall’avvocato veneziano Vittorio Usigli.

### Il pentimento
Nel febbraio 1995 divenne collaboratore di giustizia e con le sue dichiarazioni contribuì a smantellare la sua banda. Venne alloggiato con la famiglia in una villa a Spoltore in provincia di Pescara tanto che ne nasce uno scandalo con perdita della protezione per alcuni pentiti (mentre Maniero la perde per essersi allontanato dal domicilio). Il 14 dicembre 1996 venne condannato dalla Corte d'assise d'appello di Venezia a 11 anni di carcere e 60 milioni di lire italiane di multa grazie alle attenuanti generiche e alla diminuente per la collaborazione. Il 2 maggio 1998 venne arrestato per scontare la pena residua, quattro anni. Dopo essere divenuto collaboratore di giustizia, venne ammesso al programma di protezione, cambiando nome e scontando la pena in una località segreta. Nel febbraio 2006 il suo nome ritornò sui giornali per il suicidio della figlia ventinovenne, in seguito ritenuto da alcuni un omicidio per vendetta nei confronti del padre.

### Il ritorno in libertà
Dal 23 agosto 2010 tornò in libertà, con una nuova identità, dopo la scadenza dell'ultima misura restrittiva nei suoi confronti. Col figlio fondò un'azienda dedita alla depurazione idrica, la Anyaquae, che rilasciava certificazioni e riforniva pubbliche amministrazioni, ma l'attività fallì nel 2016 in seguito alla scoperta da parte dell'ASL di valori d’arsenico fuori norma nel sistema di depurazione delle casette per l’acqua pubblica.

### L'intervista con Saviano e il progetto sulle microplastiche
Dopo l’intervista con Roberto Saviano, in cui ha parlato della sua strategia antimafia, Felice Maniero tornò in un video su YouTube. Il 26 luglio 2019 l’ex boss della Mala del Brenta ha annunciato l’avvio di una start up con nuovi brevetti per le microplastiche, dopo aver espresso il proprio interesse alla salute dei bambini e alla tutela dai rischi connessi all'inquinamento.

### Il nuovo arresto nel 2019 e la condanna nel 2021
Nell'ottobre 2019 venne arrestato dalla polizia per accuse di maltrattamenti nei confronti della compagna. L'ordinanza di custodia cautelare per Maniero è stata firmata il 17 ottobre 2019 dal gip di Brescia secondo il Codice rosso, la nuova legge firmata ad agosto 2019 con lo scopo di velocizzare l'avvio del procedimento in caso di maltrattamenti familiari. Il 5 ottobre 2021 è stato condannato in via definitiva dalla Corte di Cassazione a quattro anni di carcere per maltrattamenti, ma già nel giugno 2023 lasciò il carcere di Pescara.

## Televisione
- Città criminali - Felice Maniero e la Mala del Brenta, docu-fiction di LA7 condotta da Vinicio Marchioni (2009)
- Blu notte - Misteri italiani - La Mala del Brenta, trasmissione di Rai 3 condotta da Carlo Lucarelli (2010)
- Malabrenta (2011) - monologo-produz. Teatro Bresci
- Faccia d'angelo (2012) - Miniserie TV
- La Mala del Brenta - La vera storia (2012) - Documentario di History Channel
- Kings of Crime - La Mala del Brenta (2018) - Documentario di Roberto Saviano sulla Nove
- Fuorilegge. Veneto a mano armata (2024) - Docuserie di Sky Documentaries